# Indusschrift

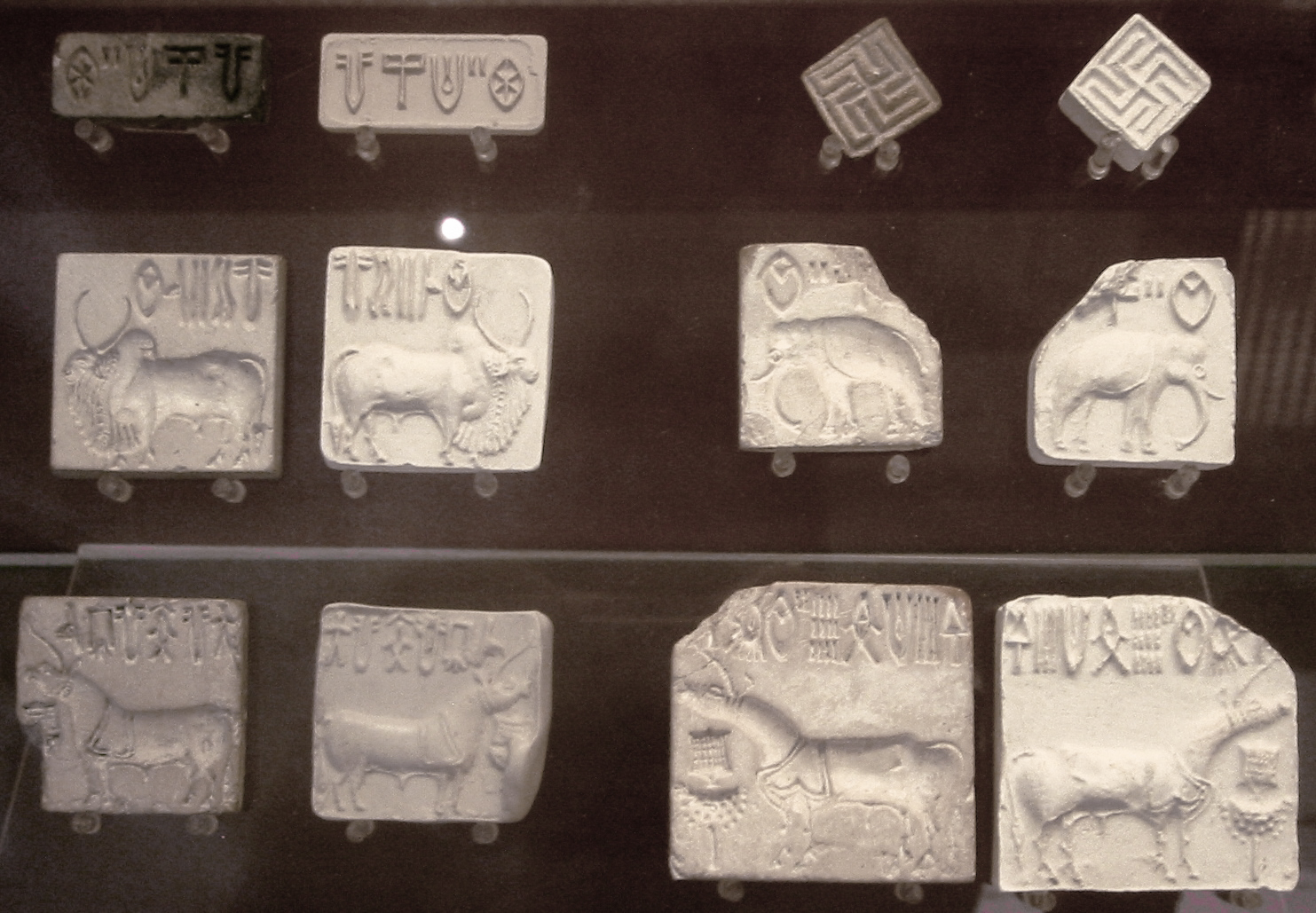
Siegel der Indus-Kultur (Britisches Museum)

Eine interpretative Vereinfachung der Symbole, die am Nordtor der Dholavira-Zitadelle in Indien gefunden wurden.

Als Indusschrift bezeichnet man das Korpus linearer und piktographischer Zeichen auf Gegenständen der Indus-Kultur. Diese Zeichen fanden während der urbanen Phase der Indus-Kultur (ca. 2500–1900 v. Chr.) auf diversen Objekten Verwendung. Mit dem Ende der urbanen Phase der Indus-Kultur verschwanden sie ebenso plötzlich, wie sie in Erscheinung getreten waren. Bis zum Aufkommen der Brahmi-Schrift (ab ca. 3. Jh. v. Chr.) blieben sie lange Zeit die einzige Schrift des indischen Subkontinents. Die Zeichen sind bislang nicht entschlüsselt. Ihr Charakter als Schrift wird von den meisten Forschern akzeptiert, ist aber bei einigen umstritten.

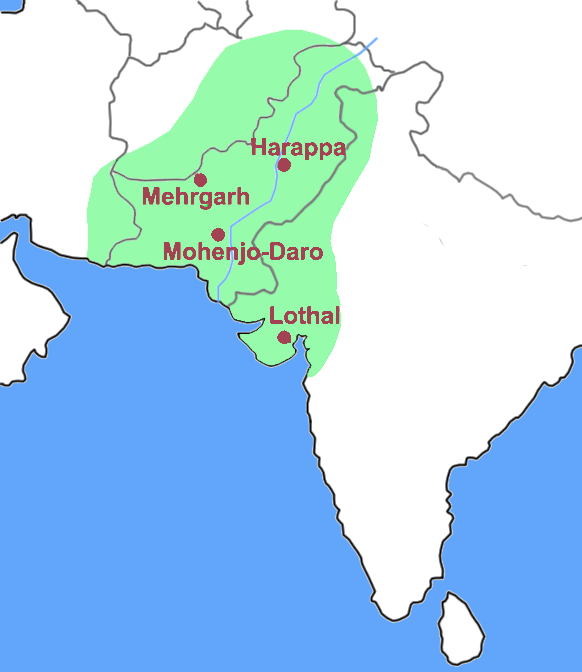
Ausbreitung bzw. Verbreitung der Indus-Kultur im 26. Jahrhundert v. Chr.

## Details

### Herkunft
Die Herkunft der Indus-Schrift ist bislang nicht zweifelsfrei geklärt. Vermutungen, dass sie mit der proto-elamischen Schrift gemeinsame Ursprünge haben könnte, haben sich nicht erhärtet. Möglicherweise wurde das System in der Übergangszeit von der protourbanen zur urbanen Phase (≈ 26. Jh. v. Chr.) aus einzelnen, auf Gebrauchskeramik nachweisbaren Zeichen entwickelt.

### System
Bislang geht man davon aus, dass es sich um eine logo-syllabische Schrift handelt, da die Zahl der Zeichen (je nach Autor 400–650) zu klein für eine rein logografische und zu groß für eine rein syllabische Schrift ist. Damit wäre das System strukturell etwa mit der Keilschrift oder der Maya-Schrift vergleichbar. Eine rege Diskussion wird um die genaue Anzahl der Zeichen geführt, da in vielen Fällen unklar ist, ob bestimmte Zeichen Varianten (Allographen) desselben Grundzeichens (Graphems) sind oder jeweils als eigenständige Symbole (Grapheme) gewertet werden müssen. Konsens herrscht darüber, dass von rechts nach links geschrieben wurde. Die längste Inschrift besteht aus 27 Zeichen, der Durchschnitt liegt bei 4,7 Zeichen pro Text. Zahlreiche „Texte“ bestehen nur aus einem einzigen Zeichen.

Komplette Liste Indus-Schrift.

### Verwendung
Die Zeichen der Indus-Schrift finden sich vornehmlich auf den zumeist rechteckigen Stempelsiegeln der Indus-Kultur sowie in geringem Umfang auf deren Siegelabdrücken und auf Kupfertafeln und Metallgegenständen. Insgesamt wurden ca. 4.350 Objekte aus diversen Grabungen vor allem in Pakistan, aber auch in Indien, Afghanistan und vereinzelt in Mesopotamien geborgen.

### Ende
Mit dem Ende der urbanen Phase, der Partialisierung und Regionalisierung der Gemeinschaften des indischen Subkontinents bricht um 1900 v. Chr. ebenso wie das einheitliche Gewichtssystem und die Tradition der Indus-Siegel auch die Tradition der Verwendung des Schriftsystems vollständig ab.

## Entzifferung
Es ist trotz vieler seriöser und etlicher weniger seriöser Versuche bislang nicht gelungen, die Indus-Schrift zu entziffern. Alles in allem sind seit den ersten Publikationen zu diesem Thema in den 1920er Jahren in der Entzifferung der Schrift nur geringe Fortschritte zu verzeichnen.
Mit dem Fehlen einer Bilingue haben bisher computergestützte Studien den größten Fortschritt gebracht. So ergibt eine Studie von 2009 von Rajesh P. N. Rao, die sich auf Markov-Ketten stützt, ähnliche Befunde, wie sie bei Schriften mit logografischen und phonetischen Zeichen vorkommen. Frühere Untersuchungen zur Frequenz zeigen, dass nur 67 Zeichen rund 80 Prozent des untersuchten Textkorpus ausmachen. Die Gesamtliste von Iravatham Mahadevan aus den 1970er Jahren weist dagegen ein Inventar von 419 Zeichen aus.

### Schreibrichtung
Die bisher größte Einigkeit besteht in der Annahme einer Schreibrichtung von rechts nach links. Dies stützt sich wesentlich auf Beobachtungen, dass am linken Rand häufiger Schriftzeichen gestaucht werden oder das letzte Zeichen unter die Linie rückt, als sei dem Schreiber der Platz ausgegangen. Bei Abdrucksiegeln ist entsprechend zu beachten, dass sie im Abdruck gelesen werden, und die Zeichen auf den Siegeln entsprechend von links nach rechts gesetzt werden. Ausnahmen und das Vorkommen von Bustrophedon werden jedoch ebenfalls vermutet.

### Zahlen
Ebenfalls besteht große Einigkeit, dass Reihungen von vertikalen Strichen auf Symbole für Zahlen deuten. Wie bei der hieroglyphischen Zahlschrift im Alten Ägypten liegen für Zehnerzeichen dann Halbkreise vor, die summiert werden.

### Sprache
Zur Frage, welche Sprache in den Texten geschrieben wird, gibt es zahlreiche Ansätze. Das Indoarische (Sanskrit) ist unwahrscheinlich, da die Indoarier vermutlich erst um 1700 v. Chr., also nach dem Ende der Induskultur, in Nordindien eintrafen. Eine weitere Möglichkeit ist eine frühe Munda-Sprache, allerdings gibt es kaum Vertreter dieser Hypothese. Alle anderen Hypothesen wie das Sumerische, Ägyptische oder eine aufgrund der Ähnlichkeit zur Rongorongo-Schrift angenommene malayo-polynesische Sprache sind bislang theoretisch.
Am plausibelsten scheint der Ansatz, dass es sich um eine frühe drawidische Sprache handelt. Dazu gehört der Hinweis, dass einige Kombinationen aus Tieren und Zahlen jenen Bezeichnungen entsprechen, die in Tamil für Sternbilder verwendet werden. Eine computergestützte Analyse von Frequenzen mit dem Vergleich heute bekannter Sprachen weist die größte Ähnlichkeit mit Alt-Tamil aus.
Sehr wahrscheinlich ist die Schrift auch für andere Sprachen verwendet worden. So weisen Funde in Mesopotamien andere Frequenzen von Symbolen und Paarungen aus. Da jedoch unbekannt ist, welcher Name beispielsweise einer Stadt gemeint ist, hat dies bisher nicht zur Entzifferung des Lautbestandes der Indusschrift geführt.

### Siegel und Marken

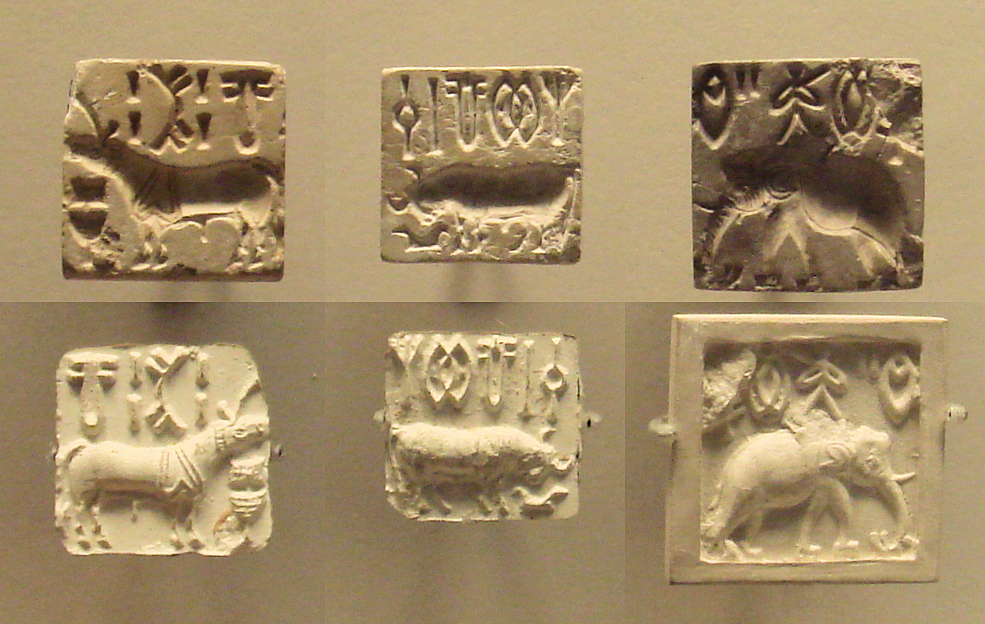
Bildsiegel und ihre Abdrucke in Ton

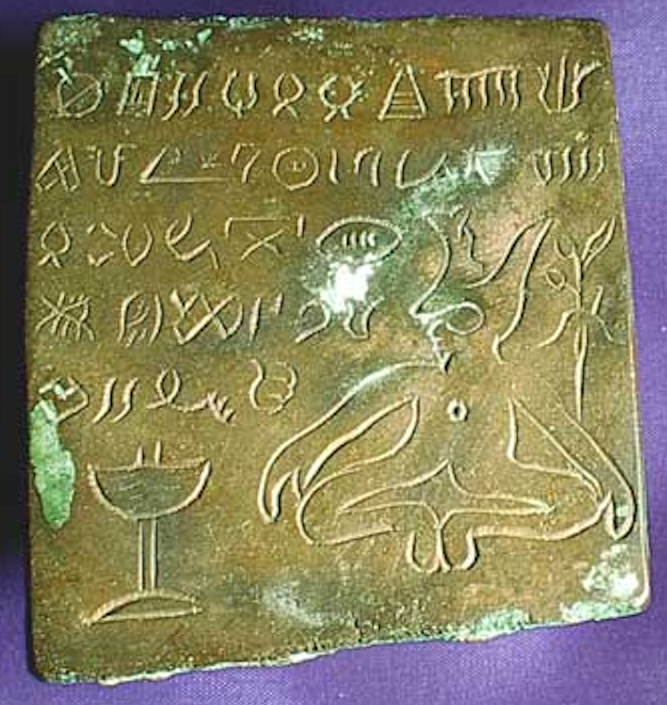
Längste Indus-Inschrift

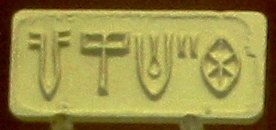
Marke für Gefäße und Handel

Die Funde lassen sich in mehrere Klassen einteilen, auf denen die Schrift verwendet wurde. So lassen sich viele viereckige Bildsiegel feststellen, auf denen eine Tierfigur abgebildet ist, die von Schriftzeichen begleitet ist, die typisch darüber angebracht sind. Die Indus-Siegel, mit einer Kantenlänge von 2–3 cm und einem durchbohrten Vorsprung auf der Rückseite für die Befestigung an einer Schnur, sind die mit Abstand häufigsten Funde mit Indusschrift (etwa Dreiviertel). Die Funde lassen die Definition von Perioden in der Induskultur zu.
- Die Frühzeit, „Early Harappan“, im Zeitraum 2800–2600 v. u. Z., zeigt die Entwicklung von Töpfermarken mit Schriftzeichen. Die Entwicklung der Graffiti als Töpfermarken lässt sich auch in der vorherliegenden Phase von 3500–2800 v. u. Z. an Funden am Ravi beobachten.
- Die Reifezeit, „Mature Harappan“, im Zeitraum 2600–1900 v. u. Z., weist eine Standardisierung der viereckigen Bildsiegel auf, die hier verschiedene Tiere zeigen. Bekannt sind Bullen, Wasserbüffel, Elephanten, Nashörner und das Einhorn. Der Abdruck findet sich nun auch als Ornament auf Stühlen und Tellern, oder das Bild ist eingemeißelt in Steine oder Metalle.
- Die Spätzeit, „Late Harappan“, im Zeitraum 1900–1300 v. u. Z., zeigt auf Bildsiegeln fast nur noch das Einhorn. Dies ist begleitet von einer Verringerung der Funde insgesamt und einer Fragmentierung der Gebiete, in denen es auftritt. Obwohl das Bild vermutlich nur einen Bullen in seitlicher Ansicht zeigt, hat es gegebenenfalls die mythische Idee des Einhorns in späteren Kulturen hervorgebracht.

Der Zweck der Siegel, da auch als Ornamente auf verschiedensten Gegenständen gebraucht, ist unbekannt. Es können Opferkulte gemeint sein, deren örtliche Gruppen sich durch Schriftzeichen unterscheiden, oder die eine Beschwörungsformel neben die Figur zeichneten. Auch weltliche Petschafte, bei denen die Schriftzeichen auf den Status des Beamten hinweisen, sind nicht ausgeschlossen. Die Befestigung an einer Schnur erlaubt auch das Tragen als Amulett-Schmuck.
Bei den Marken aus vier oder fünf Zeichen vermutet man dagegen einen Gebrauch im Handel. Sie kommen als Abdruck auf Tongefäßen vor und könnten den Inhalt oder die Adresse bezeichnen, für die das Handelsgut bestimmt ist. Diese Handelsmarken beginnen sehr häufig mit der Darstellung eines Rades/Blattes und enden mit einem Topf. Die Zeichen dazwischen weisen dagegen eine hohe Variation auf. Versuche der Entzifferung haben die verschiedenen Präfixe, Suffixe und mittleren Teile dieser Marken aufgezählt, jedoch keine Zuordnung gefunden. So sind zwar verschiedene große Städte der Indus-Kultur aus Ausgrabungen bekannt, aber deren damaliger Name bleibt unbekannt.
Andere Darstellungen als die genannten Siegel und Marken sind selten. Die längste Inschrift findet sich auf einer kleinen Kupferplatte, die möglicherweise eine Beschwörung darstellt.

## Südindische Schriften
Auf Tonscherben in Südindien wurden Graffiti gefunden, die eine Ähnlichkeit mit den Zeichen der Indussschrift haben. Die Funde datieren auf das Ende der Induszivilisation. Bei einer vergleichenden Analyse 1960 fand B. B. Lal für 89 % der Graffiti Entsprechungen in der Indussschrift. Die Hypothese einer Verbindung wurde weiter unterstützt, als 2019 in der Fundstelle Keeladi weitere Tonscherben mit diesen Graffiti gefunden wurden.
Die Forschung in der Entwicklung der Brahmischriften führte zur Ansicht einiger Wissenschaftler in Indien, dass deren frühe Formen in Südindien liegen. Die frühen Formen auf Tongefäßen können auf etwa 450 v. Chr. datiert werden. Ob diese Formen von den Graffiti beeinflusst sind, ist umstritten – immerhin liegen über tausend Jahre zwischen den bisherigen Funden.